# Charaxes hageni
Charaxes hageni är en fjärilsart som beskrevs av Fischer 1904. Charaxes hageni ingår i släktet Charaxes och familjen praktfjärilar. Inga underarter finns listade i Catalogue of Life.